# Besaleel
Besaleel, Besalel (wersja współczesna: Becalel) – rzemieślnik odpowiedzialny za wykonanie Arki Przymierza oraz Przybytku Mojżeszowego, gdy Izraelici byli na pustyni (Wj 35,30 nn.). 
Był synem Uriego, syna Chura z pokolenia Judy.
Imię Besaleel znaczy dosłownie „w cieniu Boga”.